# گروه فضانوردان ناسا

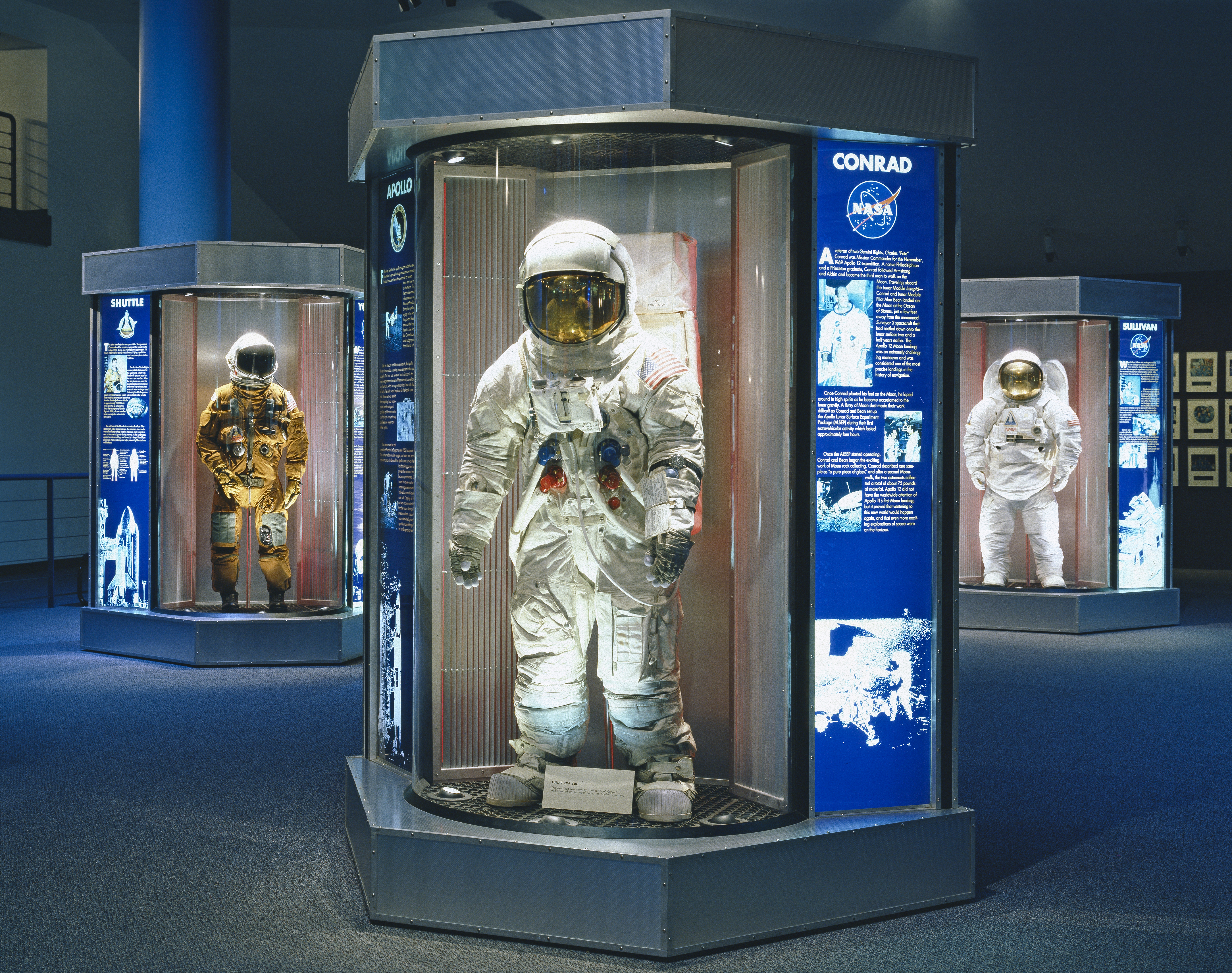
لباس‌های فضایی ناسا که قبلاً توسط گروه فضانوردان در مرکز فضایی جانسون پوشیده شده بود (در وسط تصویر، لباس پیت کنراد که در مأموریت آپولو ۱۲ در سال ۱۹۶۹ پوشیده شد)

گروه فضانوردان ناسا واحدی از ناسا است که فضانوردان را به عنوان اعضای خدمه برای مأموریت‌های فضایی ایالات متحده و بین‌المللی انتخاب، آموزش و ارائه می‌کند.

## تاریخ
ناسا اولین نامزدهای فضانورد خود را در سال ۱۹۵۹ برای برنامه فضایی مرکوری با هدف چرخش فضانوردان به دور زمین در کپسول‌های تک نفره انتخاب کرد. همچنین، از بخش‌های نظامی خواسته شد فهرستی از خلبانان نظامی را که واجد شرایط خاص هستند انتخاب، و سپس ارائه دهند.

## تشکیلات
گروه فضانوردان در مرکز فضایی جانسون در هیوستون مستقر است؛ اگرچه ممکن است اعضا بر اساس الزامات مأموریت به مکان‌های دیگری منصوب شوند که به عنوان مثال، می‌توان به آموزش برنامه فضایی سایوز به فضانوردان در شهر ستاره‌ها اشاره کرد. شهر ستاره‌ها یک تأسیسات پژوهشی و آموزشی نظامی در شمال شرقی مسکو است که از دهه ۱۹۶۰ به بعد، فضانوردان در آنجا آموزش می‌بینند.
رئیس دفتر فضانوردی، ارشدترین مقام رهبری برای فضانوردان فعال در گروه است. رئیس فضانوردان به عنوان رئیس گروه خدمت می‌کند و مشاور اصلی مدیر ناسا در زمینه آموزش و عملیات فضانوردان است. اولین فضانورد ارشد دیک اسلایتون بود که در سال ۱۹۶۲ منصوب شد. او در مأموریت پروژه آزمایشی آپولو–سایوز حضور داشته‌است. فضانورد ارشد فعلی جوزف آکابا است.

### حقوق
فضانوردان نظامی به مرکز فضایی جانسون فرستاده می‌شوند و برای پرداخت حقوق، مزایا، مرخصی و امور نظامی مشابه در خدمت هستند.

## شرایط
هیچ محدودیت سنی برای عضویت در گروه فضانوردان ناسا وجود ندارد. معمولاً نامزدهای فضانوردی بین ۲۶ تا ۴۶ سال سن دارند. نامزدها باید شهروند ایالات متحده باشند تا برای عضویت در این برنامه درخواست دهند.
سه دستهٔ مدارک تحصیلی، تجربهٔ کاری و شرایط پزشکی برای عضویت در این برنامه نقش دارند.
داوطلبان برای عضویت، باید دارای مدرک کارشناسی ارشد از یک مؤسسه معتبر در رشته‌های مهندسی، زیست، علوم فیزیکی یا ریاضیات باشند. در کنار این مدرک، داوطلب باید حداقل دو تا سه سال تجربه حرفه‌ای مرتبط، یا حداقل ۱۰۰۰ ساعت فرماندهی خلبانی در هواپیمای جت داشته باشد.
داوطلبان باید توانایی گذراندن پروازهای فضایی طولانی مدت ناسا را داشته باشند که شامل شرایط خاص زیر است:
- توانایی دیدن فواصل دور و نزدیک (عینک مجاز است)
- داشتن جراحی انکساری چشم، لازک و لیزیک مجاز است که نیاز به گذشت حداقل ۱ سال از تاریخ عمل بدون هیچ گونه عوارض جانبی دائمی دارد.
- اندازه‌گیری فشار خون در حالت نشسته کمتر از ۹۰ و بیشتر از ۱۴۰ نباید باشد.
- قد در حالت ایستاده بین ۶۲ اینچ (حدوداً ۱۵۷ سانتی‌متر) تا ۷۵ اینچ (حدوداً ۱۹۰ سانتی‌متر) باشد.

## اعضا

### فضانوردان
تا تاریخ مارس سال ۲۰۲۳، این گروه دارای ۴۱ فضانورد فعال متشکل از ۱۶ زن و ۲۵ مرد است.
| نام فضانورد     | گروه         |
| --------------- | ------------ |
| جوزف آکابا      | ۲۰۰۴ گروه ۱۹ |
| مایکل بارت      | ۲۰۰۰ گروه ۱۸ |
| کایلا بارون     | ۲۰۱۷ گروه ۲۲ |
| اریک بو         | ۲۰۰۰ گروه ۱۸ |
| استیون بوون     | ۲۰۰۰ گروه ۱۸ |
| رونالدوف برسنیک | ۲۰۰۴ گروه ۱۹ |
| زنا کاردمن      | ۲۰۱۷ گروه ۱۹ |
| جاش کاسادا      | ۲۰۱۳ گروه ۲۱ |
| راجا چاری       | ۲۰۱۷ گروه ۲۲ |
| متیو دامنیک     | ۲۰۱۷ گروه ۲۲ |
| تریسی دایسن     | ۱۹۹۸ گروه ۱۷ |
| جانت اپس        | ۲۰۰۹ گروه ۲۰ |
| اندرو فیوستل    | ۲۰۰۰ گروه ۱۸ |
| مایکل فینک      | ۱۹۹۶ گروه ۱۶ |
| ویکتور گلوور    | ۲۰۱۳ گروه ۲۱ |
| نیک هگ          | ۲۰۱۳ گروه ۲۱ |
| رابرت هاینس     | ۲۰۱۷ گروه ۲۲ |
| وارن هوبرگ      | ۲۰۱۷ گروه ۲۲ |
| مایکل هوپکینز   | ۲۰۰۹ گروه ۲۰ |
| جانی کیم        | ۲۰۱۷ گروه ۲۲ |
| کریستیانا کوک   | ۲۰۱۳ گروه ۲۱ |
| کیجل لیندگرن    | ۲۰۰۹ گروه ۲۰ |
| نیکول من        | ۲۰۱۳ گروه ۲۱ |
| کاترین مک‌آرتور  | ۲۰۰۰ گروه ۱۸ |
| آن مک‌کلین       | ۲۰۱۳ گروه ۲۱ |
| جسیکا میر       | ۲۰۱۳ گروه ۲۱ |
| یاسمین مقبلی    | ۲۰۱۷ گروه ۲۲ |
| اندرو مورگان    | ۲۰۱۳ گروه ۲۱ |
| لورال اوهارا    | ۲۰۱۷ گروه ۲۲ |
| دونالد پتی      | ۱۹۹۶ گروه ۱۶ |
| کاتلین روبینز   | ۲۰۰۹ گروه ۲۰ |
| فرانسیسکو روبیو | ۲۰۱۷ گروه ۲۲ |
| اسکات دینگل     | ۲۰۰۹ گروه ۲۰ |
| مارک دانده هی   | ۲۰۰۹ گروه ۲۰ |
| شانون واکر      | ۲۰۰۴ گروه ۱۹ |
| جسیکا واتکینز   | ۲۰۱۷ گروه ۲۲ |
| داگلاس ویلوک    | ۱۹۹۸ گروه ۱۷ |
| استفانی ویلسون  | ۱۹۹۶ گروه ۱۶ |
| سونیتا ویلیامز  | ۱۹۹۸ گروه ۱۷ |
| بری ویلمور      | ۲۰۰۰ گروه ۱۸ |
| گئورگی ویسمن    | ۲۰۰۹ گروه ۲۰ |